# Carl Emil Kiellerup

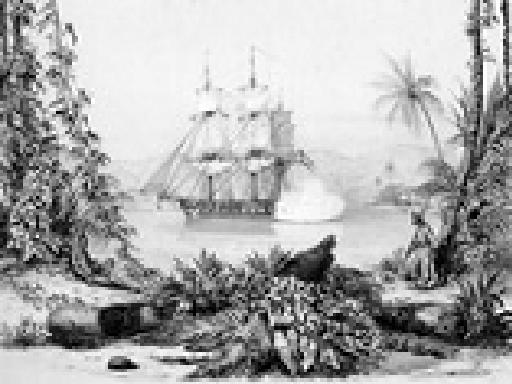
Fartyget Galathea vid Nicobaröarna 1846

Carl Emil Kiellerup, född 6 mars 1822 i Köpenhamn, död 18 november 1908 i Tåstrup, var en dansk zoolog, entomolog och upptäcktsresande. Kiellerup deltog i den första danska världsomseglingen åren 1845-1847.

## Biografi
Carl Emil Kiellerup föddes 1822 som tredje barn till familjen Daniel Kiellerup (11 december 1784-24 januari 1865) och dennes fru Cecilie Vilhelmine Iversen (17 januari 1798-6 juli 1879). Hans äldre bror Theodor Julius (7 mars 1818-14 maj 1850) blev senare konstnär.
Kiellerup tog studenten 1838 vid det von Westenske Institut i Köpenhamn vartefter han först började läsa teologi men växlade snart till naturhistoria. 1840 började han själv som lärare först vid Det von Westenske Institut och senare vid Mariboes Skole, senare värvades senare till att delta i Galathea-expeditionen.
Den 24 juni 1845 lämnade korvetten Galathea hamnen i Köpenhamn. Den 4 januari anlände ”Galathea” till den första ön bland Nikobarerna, under den sammanlagda vistelsen i ögruppen insamlade Kiellerup cirka 78 specimen av olika trollsländor (totalt 15 olika arter från 5 olika öar). Den 25 februari lämnade expeditionen ögruppen och fortsatte resan, den 23 augusti 1847 anlände expeditionen åter till Köpenhamn.
I oktober 1847 började han åter som lärare i naturhistoria, först vid Vestre Borgerdydskole i Christianshavn och från april 1848 vid Metropolitanskolen i Nørrebro, den 15 juli utnämndes han där till adjunkt.
Den 25 juli 1855 gifte han sig med Anna Kristine Amalie Salicath (16 mars 1823-16 mars 1896), paret fick 5 barn.
Efter några år som adjunkt vid Flensborg Lærde Realskole började han som lärare vid Sorø Akademi den 1 april 1865 först som vikarie och som fast lärare från den 27 mars 1869 (tillträde 1 april). Den 2 juli 1877 utnämndes han till adjunkt och den 6 februari 1883 blev han senior lärare (overlærer), en befattning han innehade till sin pensionering den 19 aug 1897.
Kiellerup avled den 18 november 1908 i Tåstrup Stationsby och ligger begravd på Sorø Gamle Kirkegård.